# Rio Chisbic
O Rio Chisbic é um rio da Romênia, afluente do Pietroasa, localizado no distrito de Cluj.